# ایمی ردفورد
ایمی ردفورد (انگلیسی: Amy Redford؛ زادهٔ ۲۲ اکتبر ۱۹۷۰) فرزند رابرت ردفورد یک هنرپیشه، کارگردان، و تهیه‌کننده اهل ایالات متحده آمریکا است. وی از سال ۱۹۹۹ میلادی تاکنون مشغول فعالیت بوده‌است.
او در فیلم این انقلاب بازی کرده است.